# Morimus indicus
Morimus indicus là một loài bọ cánh cứng trong họ Cerambycidae.